# Forn d'obra (Gratallops)
El Forn d'obra és una obra de Gratallops (Priorat) protegida com a Bé Cultural d'Interès Local.

## Descripció
Es tracta d'una petita construcció de planta quadrada que constitueix en la seva totalitat el forn. És fet de maons, i la boca presenta un petit arc apuntat.

## Història
La datació és incerta. Hom pot suposar que, pel fet de ser situat dintre d'una propietat, que degué ser aixecat per a fornir els materials de construcció necessaris per a bastir una casa de la mateixa propietat, que sembla datar de mitjan segle xix, feta amb maons de mides aproximadament iguals als del forn. Les terres properes a l'assentament són apropiades per a la fabricació de maons, ben argiloses, ja que constitueixen una terrassa fluvial. Actualment l'edificació és en runes.